# Żejtun Corinthians FC
Żejtun Corinthians FC – maltański klub piłkarski, mający siedzibę w mieście Żejtun, w południowo-wschodniej części kraju. Obecnie gra w Maltese Second Division.

## Historia
Chronologia nazw:
- 1943: Żejtun Corinthians FC

Klub piłkarski Żejtun Corinthians FC został założony w miejscowości Żejtun w 1943 roku. Nazwę klubu wybrano spośród drużyny piłkarskiej biorącej udział w lidze angielskiej. Wkrótce klub dołączył do Maltańskiej Federacji (MFA). W pierwszych sezonach zespół występował w niższych ligach. Za kilka lat zdołał wywalczyć miejsce w ligach organizowanych przez MFA i osiągnął najwyższy sukces w latach 60. XX wieku, kiedy to startował w Second Division (D2). W sezonie 1959/60 klub zdobył dublet, zajmując pierwsze miejsce w klasyfikacji Third Division (D3) oraz w rozgrywkach pucharowych. W latach 70. XX wieku zespół wiele razy wygrywał rozgrywki trzeciej ligi, awansując do drugiej ligi maltańskiej. 
W 1980 po reformie systemu lig piłkarskich najwyższa klasa stała nazywać się Premier League, druga klasa First Division, a trzecia klasa Second Division itd. W sezonie 1981/82 oraz w trzech kolejnych sezonach 1986/87, 1987/88 i 1988/89 klub grał w First Division. W sezonie 1991/92 zdołał wywalczyć mistrzostwo Third Division dzięki zwycięstwu w derbach z Marsaxlokk FC. Ale potem znów spadł z Second Division do Third Division. W sezonie 2002/03 klub został ogłoszony mistrzem Third Division, wygrywając z odwiecznym rywalem St. George's. Jednak nie utrzymał się w Second Division i wrócił do trzeciej dywizji.
W sezonie 2009/10 zwyciężył najpierw w Section B Third Division, a potem w meczu o mistrzostwo dywizji wygrał 4:3 z Mgarr United FC i zdobył awans do Second Division. W następnym sezonie 2010/11 osiągnął mistrzostwo Second Division i po 22 latach wrócił do First Division. Po trzech sezonach w drugiej klasie spadł do III poziomu rozgrywek. Po trzech latach w sezonie 2016/17 zwyciężył w Second Division i wrócił do drugiej klasy. W sezonie 2019/20 zdobył mistrzostwo pierwszej dywizji i otrzymał historyczny awans do Premier League.

## Barwy klubowe, strój
|  |  |

Klub ma barwy niebiesko-granatowe. Zawodnicy domowe spotkania zazwyczaj grają w niebieskich koszulkach, granatowych spodenkach oraz niebieskich getrach.

## Sukcesy

### Trofea międzynarodowe
Nie uczestniczył w rozgrywkach europejskich (stan na 31-05-2020).

### Trofea krajowe
| \| \| Zdobyte trofea w rozgrywkach Malty (stan na: 31-08-2020) \| |                                                          |      |          |
| Rozgrywki                                                         | Osiągnięcie                                              | Razy | Sezon(y) |
| Mistrzostwo                                                       | I miejsce                                                | 0    |          |
| Mistrzostwo                                                       | II miejsce                                               | 0    |          |
| Mistrzostwo                                                       | III miejsce                                              | 0    |          |
| Mistrzostwo                                                       | ?.miejsce                                                | 1    | 2020/21  |
| Puchar                                                            | zdobywca                                                 | 0    |          |
| Puchar                                                            | finalista                                                |      |          |
| Puchar                                                            | ćwierćfinalista                                          | 1    | 2017/18  |
| II liga                                                           | I miejsce                                                | 1    | 2019/20  |
| II liga                                                           | II miejsce                                               | 0    |          |
| II liga                                                           | III miejsce                                              | 0    |          |
| Malta                                                             | Zdobyte trofea w rozgrywkach Malty (stan na: 31-08-2020) |      |          |

- Second/Third Division (D3):
  - mistrz (3x): 1959/60, 1980/81, 2009/10
  - 3.miejsce (1x): 2002/03

## Poszczególne sezony

### Rozgrywki międzynarodowe

#### Europejskie puchary
Nie uczestniczył w rozgrywkach europejskich.

### Rozgrywki krajowe
| \| Malta \| Bilans występów klubu w rozgrywkach piłkarskich Malty (Stan na 31 maja 2020 r.) \| \| |                                                                                 |        |       |   |   |   |    |    |     |                                                                                               |        |        |      |
| Poziom                                                                                            | Rozgrywki                                                                       | Sezony | Mecze | Z | R | P | B+ | B– | Pkt | Lata                                                                                          | Awanse | Spadki | Naj. |
| I                                                                                                 | First Division/ Premier League                                                  | 1      |       |   |   |   |    |    |     | od 2020                                                                                       | 0      | 0      | ?    |
| II                                                                                                | Second Division/ First Division                                                 | 11+    |       |   |   |   |    |    |     | 1960–196?, 1981/82, 1986–1989, 2011–2014, 2017–2020                                           | 1      | 4      | 1    |
| III                                                                                               | Third Division/ Second Division                                                 | 14+    |       |   |   |   |    |    |     | 19??–1960, 196?–19??, 19??–1981, 1982–1986, 1989–1991, 1992–199?, 2003/04, 2010/11, 2014–2017 | 5+     | 3+     | 1    |
| IV                                                                                                | Third Division                                                                  | 11+    |       |   |   |   |    |    |     | 19??–195?, 1991/92, 199?–2003, 2004–2010                                                      | ?      | ?      | 1    |
|                                                                                                   | Puchar Malty                                                                    | 3      |       |   |   |   |    |    |     | od 19??                                                                                       | 0      | 0      | 1/4  |
| Malta                                                                                             | Bilans występów klubu w rozgrywkach piłkarskich Malty (Stan na 31 maja 2020 r.) |        |       |   |   |   |    |    |     |                                                                                               |        |        |      |

## Struktura klubu

### Stadion
Klub piłkarski rozgrywa swoje mecze domowe na stadionie narodowym Ta’ Qali Stadium w Ta’ Qali, który może pomieścić 17000 widzów. Również rozgrywa swoje mecze na Żejtun Stadium (1000 widzów).

## Kibice i rywalizacja z innymi klubami

### Derby
- Saint George’s FC
- Tarxien Rainbows FC
- Gudja United FC
- St. Lucia FC